# P/S
P/S är ett företagsekonomiskt begrepp som exempelvis kan användas i aktieanalys. Termen P/S kommer från engelskans price/sales, vilket på svenska betyder pris/försäljning.
En akties P/S räknas fram på följande vis:
{\displaystyle {\frac {\textrm {Pris~per~aktie}}{\textrm {Forsaljning~per~aktie}}}}
Kvoten anger aktiepriset i relation till företagets försäljning. Den kan främst användas för att jämföra företag i samma bransch.
Ju högre P/S-talet är, desto högre är förväntningarna på en omsättningsökning.

P/S-talet är särskilt intressant om företaget har eller kan få en hög vinstmarginal på sin försäljning.

Likviditeten ändras alltid ju högre P/S-talet blir. Med detta menas det att risken och aktiviteten hos en aktiegrupp förändras drastiskt.